# 203-мм гаубица образца 1877 года
203-мм пушка образца 1877 года — русское тяжёлое, казнозарядное орудие.

## Описание
8 дюймовая (203 мм) крепостная пушка была универсальным осадным орудием. Применялась для разрушения укреплении, однако его применение было затруднено тем, что пушка не имела механизмов горизонтального наведения и противооткатных устройств, из-за чего позиция должна была позволять откат и накат орудия. Орудие имело призматический клиновой затвор и было чересчур громоздким и тяжёлым. Его вес составлял 10 тонн. Было создано около 200 этих орудий. Орудие стреляло чугунными фугасными снарядами весом 5 пудов (80 кг).

## Применение
Эта пушка применялась при осаде Перемышля и при обороне Новогеоргиевска и Ковно. Во время хаоса Великого отступления 1915 года практически все пушки были потеряны.